# Mehran Barkhordari
Mehran Barkhordari (persisch مهران برخورداری; * 26. Juli 2000 in Qazvin) ist ein iranischer Taekwondoin. Er startet in der Gewichtsklasse bis 80 Kilogramm.

## Erfolge
Mehran Barkhordari sicherte sich international seine erste Medaille bei den World University Games 2021 in Chengdu, als er die Bronzemedaille in der Gewichtsklasse bis 80 Kilogramm gewann. Zwei Jahre darauf belegte er bei den Weltmeisterschaften in Baku in derselben Gewichtsklasse den dritten Platz, nachdem er im Halbfinale das Nachsehen gegen den späteren Weltmeister Park Woo-hyeok aus Südkorea hatte. Die ebenfalls 2023 ausgetragenen Asienspiele in Hangzhou schloss er in der Klasse bis 80 Kilogramm auf dem dritten Platz ab. 2024 wurde Barkhordari in Đà Nẵng in der Gewichtsklasse bis 87 Kilogramm Vizeasienmeister.
Bei den Olympischen Spielen 2024 in Paris erreichte Barkhordari in seiner Konkurrenz bis 80 Kilogramm nach einem 2:1-Auftakterfolg gegen Jasurbek Jaysunov aus Usbekistan das Viertelfinale, in dem er den Italiener Simone Alessio mit 2:1 besiegte. Auch das anschließende Halbfinale gegen den Südkoreaner Seo Geon-woo gewann Barkhordari mit 2:1. Im Finale folgte gegen Firas Katoussi aus Tunesien jedoch eine 0:2-Niederlage, sodass er als Zweitplatzierter die Silbermedaille erhielt.